# Plateforme de glace de Ward Hunt
La plateforme de glace de Ward Hunt est la plus grande plateforme de glace de l'Arctique. Elle est localisée au nord de l'île d'Ellesmere au Canada. Elle est le résultat du fractionnement de la plateforme de glace d'Ellesmere, qui se divisa en six plus petites barrières au cours du XXe siècle dont elle est la plus grande avec ses 400 km2.
Celle-ci a été documentée la première fois durant l'Expédition Arctique britannique de 1875-76, par les hommes du lieutenant Pelham Aldrich qui allèrent du cap Sheridan au cap Alert.
La plateforme avait commencé à se fracturer dès le début du XXe siècle et la barrière semblait s'être stabilisée durant les années 1980. Cependant, en 2000, une fracture apparut au centre de la plateforme et elle cassa complètement en deux en 2002 pour vidanger un lac épiplateforme du fjord Disraeli dans l'océan Arctique. En 2008, celui-ci de nombreuses nouvelles fractures apparurent dans la barrière. Celle-ci perdit un morceau de 8 km2 durant l'année 2008.

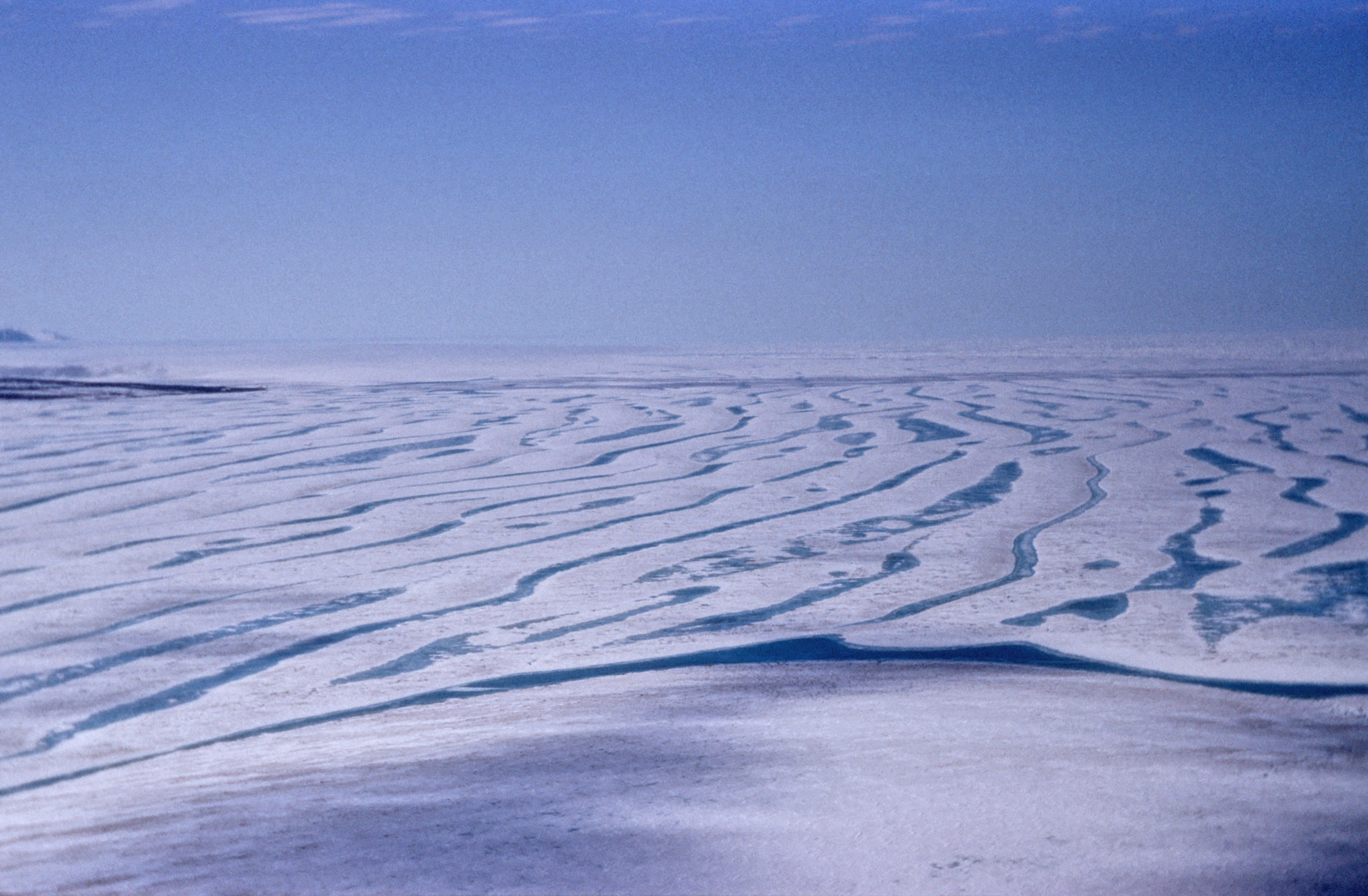
Barrière de glace de Ward Hunt au nord de l'île d'Ellesmere, juillet 1988.